# Freda Tafuna
Pas d'image ? Cliquez ici

a Compétitions nationales et continentales officielles uniquement.

b Matchs officiels uniquement.
Dernière mise à jour le 9 mai 2025.
Freda Tafuna, née le 31 août 2003 à Santa Ana (États-Unis), est une joueuse internationale américaine de rugby à XV qui évolue au poste de troisième ligne aile. Elle joue à l'université Lindenwood.

## Biographie
Freda Tafuna naît le 31 août 2003, à Santa Ana en Californie aux États-Unis, de parents d'origine tongienne. Elle grandit avec six frères et sœurs. Elle pratique d'abord le soccer et le basket-ball sans y faire preuve d'un engagement physique féroce,. Elle commence la pratique du rugby à XV à l'âge de seize ans à l'occasion d'un tournoi de rugby à sept, poussée par des amies. Elle découvre alors son amour du contact et rejoint l'équipe de son lycée de Santa Ana. Alors qu'elle n'envisageait pas de faire des études, elle est recrutée par l'université Lindenwood (en), où ses études vont primer sur le rugby.
Après une tournée avec l'équipe nationale des moins de 23 ans, elle devient internationale américaine senior face à l'Australie lors de la Pacific Four Series 2023. La semaine suivante, elle marque un essai contre les Black Ferns. Elle joue ensuite le WXV 2023.
En 2024, son équipe de Lindenwood est battue en finale du championnat universitaire par l'université Life. Freda Tafuna est élue joueuse universitaire de l'année. Au mois de février, son frère ainé Meki décède brutalement à l'âge de 29 ans : très marquée, elle envisage un temps de renoncer à l'équipe nationale. Appelée pour la Pacific Four Series, elle décide d'honorer sa sélection, pensant que c'est ce que son frère aurait souhaité. Elle joue depuis avec un strap au poignet où est inscrit le nom de son frère. Elle marque à nouveau contre les Black Ferns ; seules six joueuses au monde ont marqué deux fois d'affilée contre les Néo-Zélandaises. Elle n'est pas convoquée pour le WXV 2024.
En 2025, Lindenwood remporte le titre national. Freda Tafuna est à nouveau élue joueuse de l'année. Elle est rappelée avec les Eagles pour la Pacific Four Series.

## Palmarès

### En universitaire
- Finaliste du Championnat universitaire des États-Unis en 2024.
- Vainqueur du Championnat universitaire des États-Unis en 2025.

### Distinctions personnelles
- Élue joueuse universitaire de l'année en 2024 et 2025.